# Dennis Nørmark
 Der er for få eller ingen kildehenvisninger i denne artikel, hvilket er et problem. Du kan hjælpe ved at angive troværdige kilder til de påstande, som fremføres i artiklen.

Dennis Nørmark (født 2. april 1978) er en dansk antropolog, forfatter og foredragsholder. En tidligere partner og konceptualiserende chef i konsulentvirksomheden Living Institute er han i dag tilknyttet Voluntās som senior advisor.  
Nørmark er uddannet cand.mag. i antropologi fra Aarhus Universitet, hvor han fra 2006 til 2011 var ekstern lektor. Desuden var han i en årrække anmelder af videnskabs- og samfundslitteratur på Jyllands-Posten. I dag er Nørmark fast klummeskribent ved Politiken. 
Dennis Nørmark forlod i 2014 Living Institute, hvor han havde arbejdet med at kulturtræne virksomheder og organisationer. I forbindelse med dette arbejde udgav Nørmark i 2011 bogen Kulturforståelse for Stenalderhjerner der både samler hans erfaring fra eget arbejde og forbinder det til forskning i kulturforståelse og de mest udbredte kulturforskelle. Bogen udkom tillige på engelsk i 2013. I 2018 udgav han bogen Pseudoarbejde – hvordan vi fik travlt med at lave ingenting.

## Partipolitik
Nørmark er tidligere medlem af Radikal Ungdom og Det Radikale Venstre, men forlod i 2007 partiet til fordel for det dengang nystiftede Ny Alliance. I januar 2009 var han blandt medstifterne af Borgerligt Centrum. Sammen med Simon Emil Ammitzbøll fulgte han i med over i Liberal Alliance, som han repræsenterede i DR's bestyrelse 2015-2024, fra 2019 tillige som næstformand for bestyrelsen. I maj 2025 skrev han et debatindlæg i Politiken, hvor han forklarede, at han havde meldt sig ud af partiet, der var blevet for konservativt i stedet for liberalt. Den afgørende dråbe var LA's ønske om sindelagskontrol af nye danske statsborgere.
Privat er Dennis Nørmark gift, bosat i Kongens Lyngby og har fire børn. 